# Euphorbia filiflora
Euphorbia filiflora là một loài thực vật có hoa trong họ Đại kích. Loài này được Marloth mô tả khoa học đầu tiên năm 1913.

## Hình ảnh

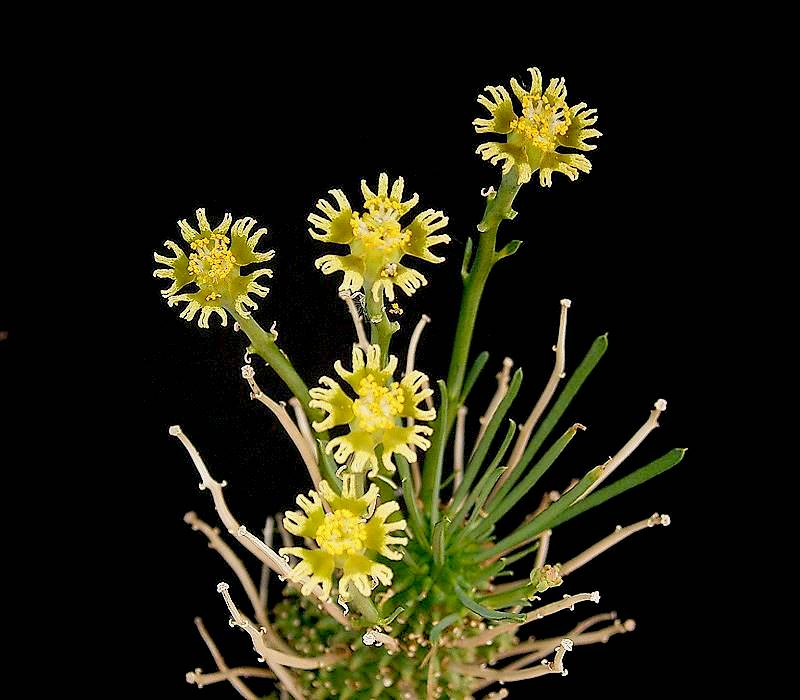